# Первенство ФНЛ 2012/2013
2-е Пе́рвенство Росси́и по футбо́лу среди́ кома́нд клу́бов Футбо́льной национа́льной ли́ги прошло в 2012—2013 годах. Этот сезон стал первым, в котором чемпионат полностью проходил по формату «осень-весна» после переходного удлинённого первенства 2011—2012 годов.

## Регламент

### Квалификация и понижение
Из РФПЛ в ФНЛ вылетели «Спартак-Нальчик» и «Томь». В премьер-лигу вышли «Мордовия» (такое право команда заработала впервые) и «Алания». По спортивному принципу ФНЛ покинуло 4 команды: «Газовик», «Луч-Энергия», «Черноморец» и «Факел» (пятая — «Жемчужина-Сочи» — снялась по ходу предыдущего сезона). Право выступать в ФНЛ, завоевали победители пяти зон второго дивизиона: «Металлург-Кузбасс», «Салют», «Ротор», «Петротрест» и «Нефтехимик».
По итогам первенства две лучшие команды напрямую попадут в Чемпионат России по футболу; команды, занявшие третье и четвёртое места проведут стыковые матчи с 13-й и 14-й командами Премьер-лиги за право повышения в классе; на понижение, ввиду изменений количественного состава участников турнира, отправятся лишь две команды.

### Другие изменения

#### Выход из состава ФНЛ «КАМАЗа» и «Нижнего Новгорода»
Перед началом сезона 2012/13 «КАМАЗ» отказался от права играть в ФНЛ из-за финансовых проблем. Также финансовые трудности были у «Нижнего Новгорода», согласно официальному интервью властей поволжского региона, было достигнуто соглашение о слиянии клуба с клубом «Волга», с сохранением названия последнего.
«КАМАЗ» сезон 2012/13 начал во Втором дивизионе. «Нижний Новгород» фактически был расформирован.

#### Лишение «Динамо» (Брянск) профессиональной лицензии и включение «Уфы»
После отказа от участия в ФНЛ «КАМАЗа» количество команд стало 19, при этом лицензии у «Нижнего Новгорода» и «Динамо» имелись, но действовали до 20 июня. 7 июня на заседании Общего собрания ФНЛ было принято решение о том, что в случае нечётного числа участников, с учётом получения или неполучения лицензии этими командами, вакантное место займёт получившая лицензию и соответствующая всем требованиям «Уфа» (занявшая 2-е место в зоне «Урал-Поволжье» Второго дивизиона 2011/12). Апелляционным комитетом по вопросам лицензирования футбольных клубов в соответствии с Руководством РФС о лицензировании футбольных клубов на очередной спортивный сезон лицензия «Динамо» была продлена до 27 июня включительно, а лицензия «Нижнего Новгорода» не подтверждена, таким образом в первенстве должны были принять участие 18 команд. 21 июня была проведена жеребьёвка календаря.
Однако 28 июня Апелляционный комитет уведомил ФНЛ об отзыве лицензии «Динамо» (в соответствии с этим клуб лишился права выступить даже во Втором дивизионе; причина отзыва лицензии — финансовая ситуация и долги клуба), и на внеочередном заседании Общего собрания Футбольной национальной лиги было принято решение о включении «Уфы» в состав участников Первенства ФНЛ и об исключении из состава ФНЛ брянского «Динамо».
По мнению футболистов и руководства брянского клуба, в «Динамо» есть проблемы, но не такие серьёзные, чтобы лишать команду места в ФНЛ. Футболисты «бело-голубых» направили открытое письмо министру спорта Виталию Мутко, и. о. главы РФС Никите Симоняну и президенту ФНЛ Игорю Ефремову, назвав по их мнению истинную причину снятия команды — её место в ФНЛ купил ФК «Уфа», но фактов этого нет. Косвенно причину лишения динамовцев лицензии озвучил в интервью «Советскому спорту» оставшийся в клубе генеральный директор Евгений Давыденко.
То, что нас просили сделать до 27-го, мы сделали. Тогда начали придумывать другие моменты, по которым можно не пройти. Написали, что клуб живёт за счет займов. И что? Кого это волнует? Наше дело, как нам жить. Со всеми долгами по линии РФС мы рассчитались. Потихоньку начали рассчитываться с футболистами. Так что не могли и подумать, что лицензию отзовут.
Первенство ФНЛ в летнее межсезонье лишилось третьей команды.

#### Отказ «Торпедо» Владимир от участия в первом и втором дивизионах
5 июля 2012 года директор департамента спорта и туризма Владимирской области Леонид Борисенко заявил, что местное «Торпедо» лишилось поддержки спонсоров и отказывается от участия в первом и втором дивизионах. Об этом Борисенко сообщил на специальном брифинге.
Команда, по сути, разъезжается. Но премии будут выплачены максимум через два месяца, любыми способами.
Долг клуба перед футболистами и тренерами составил 50 миллионов рублей.
Таким образом, количество участников сократилось до 17, а количество выбывающих из ФНЛ команд по итогам сезона — до двух (при 18 командах число вылетающих команд равнялось бы трём). Оснований для заполнения образовавшейся вакансии (до чётного числа участников) не было, так как ни у одного из клубов не было соответствующей лицензии.

## Участники
Команды, которые вступили в первенство ФНЛ после второго дивизиона обозначены зелёной стрелкой ().

Команды, которые вступили в первенство ФНЛ после вылета из премьер-лиги обозначены красной стрелкой ().
| Клуб              | Город           | Стадион                | Вместимость | Главные инвесторы и генеральные спонсоры                    |
| ----------------- | --------------- | ---------------------- | ----------- | ----------------------------------------------------------- |
| Балтика           | Калининград     | Балтика                | 14 660      | Янтарьэнерго, Янтарь, Калининградгазификация                |
| Волгарь           | Астрахань       | Центральный            | 21 500      | Газпром добыча Астрахань                                    |
| Енисей            | Красноярск      | Центральный            | 27 000      | Администрация Красноярска, правительство Красноярского края |
| Металлург-Кузбасс | Новокузнецк     | Металлург              | 8 000       | Администрация Кемеровской области, Кузнецкие ферросплавы    |
| Нефтехимик        | Нижнекамск      | Нефтехимик             | 3 000       | Нижнекамскнефтехим                                          |
| Петротрест        | Санкт-Петербург | МСА Петровский         | 2 835       | Петротрест                                                  |
| Ротор             | Волгоград       | Центральный            | 32 120      | Администрация Волгоградской области                         |
| Салют             | Белгород        | Салют                  | 12 000      |                                                             |
| Сибирь            | Новосибирск     | Спартак                | 12 500      | Сибмост, РАТМ, Мария-Ра                                     |
| СКА-Энергия       | Хабаровск       | им. Ленина             | 15 200      | Администрация Хабаровского края                             |
| Спартак-Нальчик   | Нальчик         | Спартак                | 14 149      | Администрация Кабардино-Балкарии                            |
| Томь              | Томск           | Труд                   | 10 000      | Роснефть, Газпром нефть                                     |
| Торпедо           | Москва          | им. Эдуарда Стрельцова | 13 450      | Агент.ру                                                    |
| Урал              | Екатеринбург    | Центральный            | 27 000      | ТМК, Ренова, правительство Свердловской области             |
| Уфа               | Уфа             | Динамо                 | 4 500       | Башинформсвязь                                              |
| Химки             | Химки           | Родина                 | 5 083       | Мострансавто                                                |
| Шинник            | Ярославль       | Шинник                 | 23 012      | Ярэнерго, Ярославский завод технического углерода           |

## Тренеры и капитаны
| Клуб              | Главный тренер       | Капитан             | Отставки тренеров                                                            |
| ----------------- | -------------------- | ------------------- | ---------------------------------------------------------------------------- |
| Балтика           | Евгений Перевертайло | Григорий Чиркин     |                                                                              |
| Волгарь           | Юрий Газзаев         | Александр Антипенко | Хазрет Дышеков (после 22-го тура)                                            |
| Енисей            | Александр Алфёров    | Сергей Пятикопов    |                                                                              |
| Металлург-Кузбасс | Владимир Федотов     | Андрей Клименко     |                                                                              |
| Нефтехимик        | Дмитрий Огай         | Тамерлан Варзиев    |                                                                              |
| Петротрест        | Борис Журавлёв       | Михаил Козлов       | Леонид Ткаченко (после 25-го тура) Сергей Дмитриев (и. о., после 30-го тура) |
| Ротор             | Валерий Бурлаченко   | Александр Малыгин   |                                                                              |
| Салют             | Сергей Ташуев        | Амир Бажев          |                                                                              |
| Сибирь            | Дариуш Кубицкий      | Евгений Зиновьев    | Сергей Юран (после 23-го тура)                                               |
| СКА-Энергия       | Георгий Дараселия    | Андрей Мурнин       | Александр Григорян (после 22-го тура)                                        |
| Спартак-Нальчик   | Тимур Шипшев         | Миодраг Джудович    |                                                                              |
| Томь              | Сергей Передня       | Сергей Омельянчук   |                                                                              |
| Торпедо           | Борис Игнатьев       | Денис Бояринцев     | Михаил Белов (после 22-го тура)                                              |
| Урал              | Павел Гусев          | Денис Тумасян       |                                                                              |
| Уфа               | Игорь Колыванов      | Михаил Попов        |                                                                              |
| Химки             | Валерий Петраков     | Евгений Кузнецов    | Александр Тарханов (после 4-го тура) Омари Тетрадзе (после 17-го тура)       |
| Шинник            | Александр Побегалов  | Валерий Катынсус    | Юрий Газзаев (после 22-го тура)                                              |

## Ход турнира
Первенство ФНЛ сезона 2012/2013 стартовало 9 июля — в день траура по жертвам наводнения в Краснодарском крае и ДТП с российскими паломниками на Украине. Турнир взял старт в Красноярске матчем «Енисей» — «Шинник». Первое предупреждение в середине первого тайма получил игрок «Шинника» Константин Дудченко. Первый гол сезона в концовке первого тайма забил капитан «Енисея» Сергей Пятикопов с пенальти. Он же оформил первый дубль в сезоне. Матч завершился победой хозяев со счетом 2:1. Первая ничья первенства была зафиксирована в Астрахани, в матче «Волгарь» — «Химки» (1:1). Здесь же была показана и первая в первенстве красная карточка. За грубую игру в концовке встречи с поля был удалён игрок «Химок» Алексей Померко. Первой победы на выезде добилась «Сибирь», переиграв в Белгороде местный «Салют» 2:1. По итогам первых трёх туров ни одной из команд не удалось показать стопроцентного результата в турнирной таблице. Это стало ясно после того как «Спартак-Нальчик» уступил на своём поле «Нефтехимику» 1:3. 2 августа 2012 года после поражения в матче 4-го тура против «Томи» Александр Тарханов подал в отставку и покинул пост главного тренера «Химок». На следующий день было объявлено, что подмосковный клуб возглавил Омари Тетрадзе. 13 августа в матче шестого тура с «Металлургом-Кузбассом» «СКА-Энергия» потерпела первое поражение в сезоне. После этого матча в турнирной таблице не осталось команд с нулем в графе поражений. 14 августа после ничейного результата в матче шестого тура с астраханским «Волгарём» (1:1) от занимаемой должности был временно отстранён главный тренер «Шинника» Юрий Газзаев. Исполняющим обязанности главного тренера был назначен Галимджан Хайрулин. В дальнейшем Газзаев был восстановлен в должности главного тренера команды. По итогам первой половины дистанции первое и второе места занимали томская «Томь» и екатеринбургский «Урал», места позволяющие участвовать в стыковых матчах за право выхода в Премьер-лигу занимали «СКА-Энергия» и «Спартак-Нальчик», отставая от лидера первенства на шесть и девять очков соответственно. В зоне вылета находились новокузнецкий «Металлург-Кузбасс» и подмосковные «Химки».
25 октября 2012 года было объявлено, что ФК «Химки» по обоюдному согласию сторон расторг контракт с главным тренером команды Омари Тетрадзе в связи с неудовлетворительными результатами выступления коллектива. Его на этом посту сменил Валерий Петраков. 22 ноября 2012 года стало известно о назначении новым главным тренером московского «Торпедо» Бориса Игнатьева. На этой должности он сменил Михаила Белова. В середине декабря 2012 года сразу три специалиста объявили о желании покинуть занимаемые ими должности главных тренеров команд. Александр Григорян покинул хабаровский СКА, Хазрет Дышеков расстался с астраханским «Волгарём», а Юрий Газзаев покинул «Шинник». Позднее было объявлено, что новым главным тренером ярославской команды был назначен Александр Побегалов. Юрий Газзаев стал тренером астраханского «Волгаря», а Георгий Дараселия возглавил «СКА-Энергию».
После возобновления первенства своих постов лишились сразу два тренера клубов ФНЛ. Сергей Юран покинул «Сибирь», а Леонид Ткаченко «Петротрест». Их места заняли поляк Дариуш Кубицкий и Сергей Дмитриев соответственно.
23 апреля 2013 года после победы над калининградской «Балтикой» 1:0 и ничьей в матче между нальчикским «Спартаком» и волгоградским «Ротором» 1:1, за пять туров до окончания первенства, екатеринбургский «Урал» официально вышел в премьер-лигу.
За два тура до окончания турнира вторую путёвку в Премьер-лигу завоевала «Томь», обыгравшая на своём поле астраханский «Волгарь», который потерял шансы на сохранение прописки в ФНЛ.
После победы нальчикского «Спартака» 19 мая 2013 года над калининградской «Балтикой» 2:0 стало понятно, что нальчане и хабаровский СКА заняли третье и четвёртое места по итогам первенства и примут участие в переходных матчах за право выхода в РФПЛ.
20 мая 2013 года после ничьей с белгородским «Салютом» 1:1 «Томь» лишилась шансов догнать «Урал» в турнирной таблице первенства. Екатеринбуржцы за тур до окончания сезона гарантировали себе победу в турнире. Таким образом, футболисты «Урала» оформили так называемый «золотой дубль», завоевав Кубок, а также выиграв первенство ФНЛ.

## «Дело Шоты Григалашвили»
28 мая, уже по окончании турнира, появилось сообщение, что полузащитник «СКА-Энергии» Шота Григалашвили в течение одного сезона-2012/13 сыграл за три клуба, что не соответствует установленным правилам ФИФА по статусу и трансферам футболистов. В июле — августе 2012 Григалашвили выступал в пяти матчах за грузинскую «Дилу» в отборочных матчах Лиги Европы, в сентябре — ноябре провёл за «Аланию» 9 матчей в чемпионате России, в марте — мае 2013 провёл 8 матчей за «СКА-Энергию». В случае, если хабаровскому клубу были бы засчитаны поражения в матчах, где Григалашвили выходил на поле, в стыковые матчи попадала «Балтика», а «Химки» получали три очка, обходили «Металлург-Кузбасс» и сохраняли место в первом дивизионе.
29 мая ФНЛ выступила с разъяснением, что клуб «СКА-Энергия» не нарушал регламентов ФНЛ, РФС и ФИФА, следовательно, результаты первенства пересмотрены не были.

## Турнирная таблица
| М  | Команда           | И  | В  | Н  | П  | Мячи    | ±   | О  | Примечания                                                       |
| -- | ----------------- | -- | -- | -- | -- | ------- | --- | -- | ---------------------------------------------------------------- |
| 1  | Урал              | 32 | 19 | 11 | 2  | 61 − 18 | +43 | 68 | Переход в РФПЛ                                                   |
| 2  | Томь              | 32 | 19 | 8  | 5  | 57 − 34 | +23 | 65 | Переход в РФПЛ                                                   |
| 3  | Спартак-Нальчик   | 32 | 15 | 8  | 9  | 32 − 27 | +5  | 53 | Стыковые матчи за место в РФПЛ                                   |
| 4  | СКА-Энергия       | 32 | 13 | 13 | 6  | 36 − 26 | +10 | 52 | Стыковые матчи за место в РФПЛ                                   |
| 5  | Балтика           | 32 | 14 | 8  | 10 | 40 − 33 | +7  | 50 |                                                                  |
| 6  | Уфа               | 32 | 13 | 9  | 10 | 31 − 30 | +1  | 48 |                                                                  |
| 7  | Нефтехимик        | 32 | 13 | 8  | 11 | 44 − 40 | +4  | 47 |                                                                  |
| 8  | Сибирь            | 32 | 12 | 9  | 11 | 34 − 38 | −4  | 45 |                                                                  |
| 9  | Ротор             | 32 | 11 | 8  | 13 | 27 − 26 | +1  | 41 |                                                                  |
| 10 | Енисей            | 32 | 9  | 12 | 11 | 30 − 31 | −1  | 39 |                                                                  |
| 11 | Шинник            | 32 | 9  | 12 | 11 | 28 − 33 | −5  | 39 |                                                                  |
| 12 | Петротрест        | 32 | 10 | 5  | 17 | 28 − 43 | −15 | 35 |                                                                  |
| 13 | Салют             | 32 | 8  | 11 | 13 | 25 − 31 | −6  | 35 |                                                                  |
| 14 | Торпедо           | 32 | 6  | 15 | 11 | 29 − 38 | −9  | 33 |                                                                  |
| 15 | Металлург-Кузбасс | 32 | 8  | 6  | 18 | 19 − 40 | −21 | 30 | Не получил лицензию на следующий сезон. Выбывание в III дивизион |
| 16 | Химки             | 32 | 6  | 10 | 16 | 23 − 40 | −17 | 28 | Выбывание во Второй дивизион                                     |
| 17 | Волгарь           | 32 | 5  | 11 | 16 | 23 − 39 | −16 | 26 | Выбывание во Второй дивизион                                     |

И — игры, В — выигрыши, Н — ничьи, П — проигрыши, Мячи — забитые и пропущенные голы, ± — разница голов, О — очки

## Результаты матчей
| Команда           | БАЛ | ВОЛ | ЕНС | МЕТ | НЕФ | ПЕТ | РОТ | САЛ | СИБ | СКА | СПН | ТОМ | ТОР | УРЛ | УФА | ХИМ | ШИН |
| ----------------- | --- | --- | --- | --- | --- | --- | --- | --- | --- | --- | --- | --- | --- | --- | --- | --- | --- |
| Балтика           |     | 2:0 | 3:0 | 1:0 | 0:0 | 2:0 | 0:1 | 2:0 | 0:3 | 1:1 | 1:0 | 1:3 | 3:1 | 0:2 | 1:1 | 1:1 | 0:0 |
| Волгарь           | 0:2 |     | 1:1 | 1:0 | 1:1 | 3:2 | 1:0 | 1:0 | 0:1 | 0:1 | 0:0 | 0:1 | 0:1 | 1:1 | 0:1 | 1:1 | 1:1 |
| Енисей            | 1:2 | 0:0 |     | 1:0 | 2:2 | 1:1 | 0:0 | 1:1 | 1:2 | 1:1 | 3:1 | 1:1 | 0:0 | 0:1 | 0:1 | 2:1 | 2:1 |
| Металлург-Кузбасс | 2:5 | 1:0 | 1:0 |     | 3:1 | 0:0 | 2:1 | 1:0 | 1:0 | 1:0 | 0:0 | 2:3 | 1:3 | 0:0 | 0:1 | 0:0 | 1:0 |
| Нефтехимик        | 1:0 | 3:1 | 1:0 | 2:1 |     | 2:0 | 0:2 | 3:0 | 0:1 | 1:1 | 3:0 | 3:3 | 2:0 | 2:2 | 1:0 | 1:2 | 1:2 |
| Петротрест        | 0:1 | 1:0 | 2:1 | 3:1 | 0:1 |     | 0:3 | 1:1 | 3:2 | 1:2 | 0:2 | 1:3 | 1:0 | 0:0 | 2:1 | 0:0 | 3:1 |
| Ротор             | 3:0 | 3:1 | 0:1 | 1:0 | 2:1 | 2:0 |     | 0:1 | 2:0 | 1:2 | 0:1 | 1:0 | 0:0 | 0:4 | 0:1 | 1:0 | 0:0 |
| Салют             | 2:2 | 2:2 | 2:1 | 1:0 | 2:0 | 0:1 | 1:0 |     | 1:2 | 0:1 | 0:1 | 1:1 | 1:1 | 0:1 | 1:1 | 0:1 | 0:0 |
| Сибирь            | 3:1 | 1:0 | 0:3 | 1:0 | 1:2 | 2:0 | 1:1 | 1:1 |     | 1:0 | 0:0 | 0:2 | 1:1 | 1:3 | 0:1 | 2:1 | 2:2 |
| СКА-Энергия       | 1:0 | 3:1 | 1:0 | 1:0 | 0:0 | 2:1 | 1:1 | 0:3 | 1:2 |     | 1:0 | 1:1 | 1:1 | 0:2 | 0:0 | 4:0 | 2:0 |
| Спартак-Нальчик   | 2:0 | 3:1 | 0:2 | 1:0 | 1:3 | 0:2 | 1:1 | 0:0 | 2:0 | 1:0 |     | 2:0 | 2:1 | 3:2 | 1:0 | 1:0 | 3:2 |
| Томь              | 2:2 | 1:0 | 2:0 | 2:0 | 4:3 | 2:1 | 3:0 | 2:0 | 2:0 | 2:2 | 1:1 |     | 2:1 | 3:2 | 0:0 | 3:2 | 3:1 |
| Торпедо           | 1:1 | 0:0 | 0:0 | 1:1 | 2:3 | 1:0 | 0:0 | 0:1 | 1:1 | 0:0 | 1:1 | 1:0 |     | 2:3 | 2:2 | 0:0 | 1:0 |
| Урал              | 1:0 | 1:0 | 1:1 | 6:0 | 3:0 | 4:0 | 1:1 | 2:0 | 5:2 | 1:1 | 0:0 | 2:0 | 3:0 |     | 4:0 | 1:0 | 0:0 |
| Уфа               | 0:2 | 1:1 | 1:2 | 2:0 | 2:0 | 1:2 | 1:0 | 1:1 | 1:1 | 1:1 | 1:0 | 0:2 | 3:0 | 0:2 |     | 3:2 | 2:1 |
| Химки             | 1:2 | 2:4 | 1:2 | 0:0 | 0:0 | 1:0 | 1:0 | 0:2 | 0:0 | 0:2 | 2:1 | 1:2 | 2:4 | 0:0 | 0:1 |     | 0:0 |
| Шинник            | 0:2 | 1:1 | 0:0 | 2:0 | 2:1 | 1:0 | 1:0 | 1:0 | 0:0 | 2:2 | 0:1 | 2:1 | 3:2 | 1:1 | 1:0 | 0:1 |     |

 Победа хозяев поля
 Ничья
 Победа гостей

## Стыковые матчи РФПЛ — ФНЛ

### Первые матчи
| Крылья Советов (Самара)          | 2:0 (2:0) | Спартак-Нальчик |
| -------------------------------- | --------- | --------------- |
| Кабальеро 20′ (пен.), 42′ (пен.) | протокол  |                 |

| Ростов                | 2:0 (1:0) | СКА-Энергия (Хабаровск) |
| --------------------- | --------- | ----------------------- |
| Канга 42′ · Кочиш 90′ | протокол  |                         |

### Ответные матчи
| СКА-Энергия | 0:1 (0:0) | Ростов      |
| ----------- | --------- | ----------- |
|             | протокол  | Лазович 66′ |

| Спартак-Нальчик  | 2:5 (0:1) | Крылья Советов                                        |
| ---------------- | --------- | ----------------------------------------------------- |
| Сирадзе 86′, 90′ | протокол  | Ангбва 33′, 71′ · Портнягин 55′, 90+2′ · Махмудов 79′ |

## Телетрансляции чемпионата
Официальным телетранслятором первенства являлась ВГТРК. В полном объёме первенство ФНЛ освещал телеканал «Спорт».

## Статистика игроков

### Бомбардиры
| #   | Футболист         | Команда                  | Голов   |
| --- | ----------------- | ------------------------ | ------- |
| 1   | Спартак Гогниев   | Урал                     | 17 (3)* |
| 2   | Игорь Портнягин   | Нефтехимик               | 16 (8)* |
| 3   | Андрей Мязин      | Петротрест               | 14 (4)* |
| 4   | Алексей Медведев  | Сибирь / Спартак-Нальчик | 12      |
| 5   | Александр Димидко | Томь                     | 10 (1)* |
| 6   | Михаил Маркосов   | Уфа                      | 9 (1)*  |
| 7   | Дмитрий Сысуев    | Балтика                  | 9 (2)*  |
| 8—9 | Валерий Сорокин   | Томь                     | 9 (4)*  |
| 8—9 | Александр Ставпец | Ротор                    | 9 (4)*  |
| 10  | Евгений Луценко   | СКА-Энергия              | 8 (2)*  |
| 11  | Максим Вотинов    | Балтика                  | 8 (3)*  |

* из них с пенальти.

### Ассистенты
| #    | Футболист                | Команда         | Пасов |
| ---- | ------------------------ | --------------- | ----- |
| 1—2  | Андрей Бочков            | Урал            | 9     |
| 1—2  | Николай Сафрониди        | Урал            | 9     |
| 3    | Валерий Сорокин          | Томь            | 8     |
| 4—5  | Вильям Артур де Оливейра | Уфа             | 7     |
| 4—5  | Григорий Чиркин          | Балтика         | 7     |
| 6    | Андрей Мурнин            | СКА-Энергия     | 6     |
| 7—11 | Максим Андреев           | Петротрест      | 5     |
| 7—11 | Юрий Газинский           | Торпедо         | 5     |
| 7—11 | Александр Димидко        | Томь            | 5     |
| 7—11 | Артур Зюзин              | Балтика         | 5     |
| 7—11 | Игорь Коронов            | Спартак-Нальчик | 5     |

### Гол+пас
| #  | Футболист         | Команда                  | Гол+пас   |
| -- | ----------------- | ------------------------ | --------- |
| 1  | Спартак Гогниев   | Урал                     | 20 (17+3) |
| 2  | Игорь Портнягин   | Нефтехимик               | 19 (16+3) |
| 3  | Андрей Мязин      | Петротрест               | 17 (14+3) |
| 4  | Валерий Сорокин   | Томь                     | 17 (9+8)  |
| 5  | Алексей Медведев  | Сибирь / Спартак-Нальчик | 16 (12+4) |
| 6  | Александр Димидко | Томь                     | 15 (10+5) |
| 7  | Дмитрий Сысуев    | Балтика                  | 12 (9+3)  |
| 8  | Максим Андреев    | Петротрест               | 12 (7+5)  |
| 9  | Евгений Луценко   | СКА-Энергия              | 11 (8+3)  |
| 10 | Игорь Коронов     | Спартак-Нальчик          | 11 (6+5)  |

### Лучшие вратари
Учитываются вратари, сыгравшие не менее десяти матчей
| #  | Вратарь              | Команда         | Игр | Пропущено голов | В среднем за матч |
| -- | -------------------- | --------------- | --- | --------------- | ----------------- |
| 1  | Игорь Кот            | Урал            | 24  | 12              | 0,50              |
| 2  | Виталий Астахов      | Томь            | 13  | 9               | 0,69              |
| 3  | Алексей Солосин      | СКА-Энергия     | 27  | 19              | 0,70              |
| 4  | Николай Цыган        | Шинник          | 26  | 21              | 0,81              |
| 5  | Александр Плотников  | Енисей          | 27  | 22              | 0,81              |
| 6  | Денис Пчелинцев      | Ротор           | 32  | 26              | 0,81              |
| 7  | Антон Коченков       | Спартак-Нальчик | 32  | 27              | 0,84              |
| 8  | Евгений Кобозев      | Уфа             | 24  | 21              | 0,88              |
| 9  | Александр Криворучко | Салют           | 27  | 24              | 0,89              |
| 10 | Юрий Нестеренко      | Нефтехимик      | 12  | 11              | 0,92              |

## Лучшие футболисты и тренеры
Лауреатами сезона по результатам опроса болельщиков стали:
Лучший вратарь — Денис Пчелинцев («Ротор»)
Лучший защитник — Денис Тумасян («Урал»)
Лучший полузащитник — Андрей Горбанец («Томь»)
Лучший нападающий — Спартак Гогниев («Урал»)
Лучший молодой игрок — Алишер Джалилов («Нефтехимик»)
Открытие сезона — Дмитрий Сысуев («Балтика»)
Лучший тренер — Евгений Перевертайло («Балтика»)
Приз Fair Play — «Петротрест»

## Производители формы команд
| Бренд  | # | Клубы                                                                       |
| ------ | - | --------------------------------------------------------------------------- |
| Adidas | 7 | Волгарь, Металлург-Кузбасс, Нефтехимик, Петротрест, Сибирь, Торпедо М, Урал |
| Umbro  | 3 | Ротор, Салют, Спартак-Нальчик                                               |
| 2K     | 2 | Енисей, Томь                                                                |
| Nike   | 2 | Балтика, Химки                                                              |
| Puma   | 2 | СКА-Энергия, Шинник                                                         |
| Joma   | 1 | Уфа                                                                         |

## Рекорды в Первенстве
- Самая крупная победа хозяев (+6):
  - 30.10.2012 «Урал» — «Металлург-Кузбасс» — 6:0[64]
- Самая крупная победа гостей (-4):
  - 27.08.2012 «Ротор» — «Урал» — 0:4[65]
- Наибольшее число голов в одном матче (7):
  - 18.03.2013 «Томь» — «Нефтехимик» — 4:3[66]
  - 08.04.2013 «Урал» — «Сибирь» — 5:2[67]
  - 06.05.2013 «Металлург-Кузбасс» — «Балтика» — 2:5[68]

## Кубок ФНЛ
Второй розыгрыш Кубка ФНЛ прошёл с 9 по 19 февраля 2013 года на Кипре. Участниками кубка стали восемь лучших команд по итогам первого круга первенства ФНЛ 2012/2013 годов, которые были разбиты на две группы по четыре команды в каждой. По окончании группового турнира команды провели ряд стыковых матчей, в которых и были определены победитель и призёры турнира. Обладателем кубка второй год подряд стал екатеринбургский «Урал».
 Матч за 7-е место: Нефтехимик (Нижнекамск) 2:1 Сибирь (Новосибирск);
 Матч за 5-е место: СКА-Энергия (Хабаровск) 0:1 Ротор (Волгоград);
 Матч за 3-е место: Балтика (Калининград) 2:1 Спартак (Нальчик);
 Финал: Томь (Томск) 1:3 Урал (Екатеринбург).